# Incubation buccale

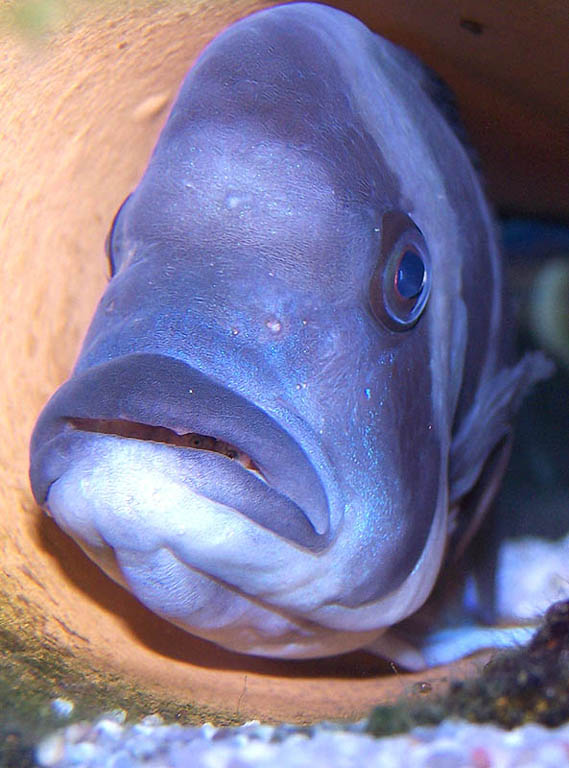
La femelle du poisson bélier a la particularité de conserver ses œufs dans sa bouche.

L'incubation buccale est un investissement parental correspondant à la protection des œufs dans la bouche d'amphibiens ou la cavité oro-branchiale de poissons.
Il existe plusieurs stratégies de protection des œufs dans la bouche : l'incubation larvophile, qui garde en bouche après l'éclosion des œufs (les larves et alevins) ; incubation buccale ovophile, qui garde en bouche, et dès la ponte, les œufs puis les larves jusqu'à résorption du vitellus (sac vitellin) ; incubation buccale maternelle (par exemple chez Oreochromis), la femelle gardant les œufs, les larves et les alevins ; incubation buccale paternelle (Sarotherodon melanotheron, grenouille de Darwin) ; incubation buccale bi-parentale (chez plusieurs espèces de Sarotherodon), les parents gardant les œufs et alevins en bouche à tour de rôle.